# Ľubomír Tupta
Ľubomír Tupta (Prešov, 27 marzo 1998) è un calciatore slovacco, attaccante del Widzew Łódź, in prestito dallo Slovan Liberec, e della nazionale slovacca.

## Caratteristiche tecniche
È un centravanti, dotato di una buona velocità ed ottimo dinamismo.

## Carriera

### Club

#### Gli inizi
Cresciuto calcisticamente nelle giovanili di Slovan Sabinov e Tatran Prešov, nel 2014 viene acquistato dal Catania che lo aggrega al settore giovanile.

#### Hellas Verona e prestito al Wisła Cracovia
Il 31 agosto 2015 viene ceduto in prestito con diritto di riscatto al Verona. Con il club scaligero esordisce fra i professionisti 2 dicembre successivo disputando da titolare l'incontro di Coppa Italia vinto 1-0 contro il Pavia.
Al termine della stagione viene riscattato dai gialloblù..
Il 16 agosto 2017 rinnova il suo contratto fino al 2021 ed il 23 dicembre successivo esordisce in Serie A disputando gli ultimi minuti dell'incontro perso 4-0 in trasferta contro l'Udinese. Il 27 dicembre 2018 nella partita vinta per 4-0 in casa contro il Cittadella, segna la sua prima rete da professionista in Serie B.
Il 18 gennaio 2020 rinnova il suo contratto con gli scaligeri fino al giugno 2023, per poi essere ceduto in prestito, nel medesimo giorno in Polonia al Wisła Cracovia. Con la maglia del Wisla, va a segno il 29 febbraio successivo, nella pareggio interno per 2-2 contro il Wisła Płock.

#### Hellas Verona e vari prestiti
Terminato il prestito fa ritorno al Verona, con cui disputa due partite nella massima serie italiana, prima di essere ceduto nell'ultimo giorno di calciomercato, nuovamente in prestito con diritto di riscatto e contro riscatto all'Ascoli in Serie B.
Il 10 febbraio 2021 si trasferisce in prestito al Sion, nel campionato svizzero.
Il 17 agosto 2021 viene ceduto in prestito allo Slovan Liberec.

#### Pescara
Il 1º settembre 2022, Tupta viene acquistato a titolo definitivo dal Pescara.
Anche in seguito allo spazio limitato trovato in Abruzzo, il 2 febbraio 2023 l'attaccante ritorna allo Slovan Liberec, a cui viene ceduto in prestito con diritto di riscatto.

### Nazionale
Il 12 ottobre 2018 ha esordito con la nazionale Under-21 slovacca disputando il match di qualificazione per gli Europei Under-21 2019 contro l'Estonia. Il 6 giugno 2019, realizza la sua prima rete con la maglia dell'Under-21 slovacca, nell'amichevole vinta per 6-0 contro i pari età della nazionale Under-21 armena.
L'11 settembre 2023 esordisce in nazionale maggiore nella sfida vinta 3-0 contro il Liechtenstein.

## Statistiche

### Presenze e reti nei club
Statistiche aggiornate al 30 marzo 2023.
| Stagione              | Squadra               | Campionato            | Campionato | Campionato | Coppe nazionali | Coppe nazionali | Coppe nazionali | Coppe continentali | Coppe continentali | Coppe continentali | Altre coppe | Altre coppe | Altre coppe | Totale | Totale | Totale |
| Stagione              | Squadra               | Comp                  | Pres       | Reti       | Comp            | Pres            | Reti            | Comp               | Pres               | Reti               | Comp        | Pres        | Reti        | Pres   | Reti   |        |
| --------------------- | --------------------- | --------------------- | ---------- | ---------- | --------------- | --------------- | --------------- | ------------------ | ------------------ | ------------------ | ----------- | ----------- | ----------- | ------ | ------ | ------ |
| 2015-2016             | Verona                | A                     | 0          | 0          | CI              | 1               | 0               | -                  | -                  | -                  | -           | -           | -           | 1      | 0      |        |
| 2016-2017             | Verona                | B                     | 0          | 0          | CI              | 0               | 0               | -                  | -                  | -                  | -           | -           | -           | 0      | 0      |        |
| 2017-2018             | Verona                | A                     | 2          | 0          | CI              | 1               | 0               | -                  | -                  | -                  | -           | -           | -           | 3      | 0      |        |
| 2018-2019             | Verona                | B                     | 17+2       | 2          | CI              | 0               | 0               | -                  | -                  | -                  | -           | -           | -           | 19     | 2      |        |
| 2019-gen. 2020        | Verona                | A                     | 0          | 0          | CI              | 1               | 0               | -                  | -                  | -                  | -           | -           | -           | 1      | 0      |        |
| gen.-lug. 2020        | Wisła Cracovia        | EK                    | 10         | 1          | CP              | 0               | 0               | -                  | -                  | -                  | -           | -           | -           | 10     | 1      |        |
| set.-ott. 2020        | Verona                | A                     | 2          | 0          | CI              | 0               | 0               | -                  | -                  | -                  | -           | -           | -           | 2      | 0      |        |
| Totale Hellas Verona  | Totale Hellas Verona  | Totale Hellas Verona  | 21+2       | 2          |                 | 3               | 0               |                    | -                  | -                  |             | -           | -           | 26     | 2      |        |
| ott. 2020-feb.2021    | Ascoli                | B                     | 12         | 0          | CI              | -               | -               | -                  | -                  | -                  | -           | -           | -           | 12     | 0      |        |
| feb.-giu.2021         | Sion                  | SL                    | 12+2       | 0+2        | CS              | -               | -               | -                  | -                  | -                  | -           | -           | -           | 14     | 2      |        |
| 2021-2022             | Slovan Liberec        | 1L                    | 22+2       | 4          | CRC             | -               | -               | -                  | -                  | -                  |             | -           | -           | 24     | 4      |        |
| 2022-gen. 2023        | Pescara               | C                     | 15         | 0          | CI-C            | 2               | 1               | -                  | -                  | -                  |             | -           | -           | 17     | 1      |        |
| gen.-giu. 2023        | Slovan Liberec        | 1L                    | 7          | 2          | CRC             | 1               | -               | -                  | -                  | -                  |             | -           | -           | 8      | 2      |        |
| Totale Slovan Liberec | Totale Slovan Liberec | Totale Slovan Liberec | 29+2       | 6          |                 | 1               | 0               |                    | -                  | -                  |             | -           | -           | 32     | 6      |        |
| Totale carriera       | Totale carriera       | Totale carriera       | 99+6       | 11         |                 | 6               | 1               |                    | -                  | -                  |             | -           | -           | 111    | 12     |        |

### Cronologia presenze e reti in nazionale
| Cronologia completa delle presenze e delle reti in nazionale ― Slovacchia | Cronologia completa delle presenze e delle reti in nazionale ― Slovacchia | Cronologia completa delle presenze e delle reti in nazionale ― Slovacchia | Cronologia completa delle presenze e delle reti in nazionale ― Slovacchia | Cronologia completa delle presenze e delle reti in nazionale ― Slovacchia | Cronologia completa delle presenze e delle reti in nazionale ― Slovacchia | Cronologia completa delle presenze e delle reti in nazionale ― Slovacchia | Cronologia completa delle presenze e delle reti in nazionale ― Slovacchia |
| Data                                                                      | Città                                                                     | In casa                                                                   | Risultato                                                                 | Ospiti                                                                    | Competizione                                                              | Reti                                                                      | Note                                                                      |
| ------------------------------------------------------------------------- | ------------------------------------------------------------------------- | ------------------------------------------------------------------------- | ------------------------------------------------------------------------- | ------------------------------------------------------------------------- | ------------------------------------------------------------------------- | ------------------------------------------------------------------------- | ------------------------------------------------------------------------- |
| 11-9-2023                                                                 | Bratislava                                                                | Slovacchia                                                                | 3 – 0                                                                     | Liechtenstein                                                             | Qual. Euro 2024                                                           | -                                                                         | 69’                                                                       |
| 19-11-2023                                                                | Zenica                                                                    | Bosnia ed Erzegovina                                                      | 1 – 2                                                                     | Slovacchia                                                                | Qual. Euro 2024                                                           | -                                                                         | 75’                                                                       |
| 23-3-2024                                                                 | Bratislava                                                                | Slovacchia                                                                | 0 – 2                                                                     | Austria                                                                   | Amichevole                                                                | -                                                                         | 75’                                                                       |
| 26-3-2024                                                                 | Oslo                                                                      | Norvegia                                                                  | 1 – 1                                                                     | Slovacchia                                                                | Amichevole                                                                | -                                                                         | 56’                                                                       |
| 5-6-2024                                                                  | Wiener Neustadt                                                           | Slovacchia                                                                | 4 – 0                                                                     | San Marino                                                                | Amichevole                                                                | -                                                                         | 59’                                                                       |
| 9-6-2024                                                                  | Trnava                                                                    | Slovacchia                                                                | 4 – 0                                                                     | Galles                                                                    | Amichevole                                                                | -                                                                         | 78’                                                                       |
| 30-6-2024                                                                 | Gelsenkirchen                                                             | Inghilterra                                                               | 2 – 1 dts                                                                 | Slovacchia                                                                | Euro 2024 - Ottavi di finale                                              | -                                                                         | 109’                                                                      |
| 8-9-2024                                                                  | Košice                                                                    | Slovacchia                                                                | 2 – 0                                                                     | Azerbaigian                                                               | UEFA Nations League 2024-2025 - 1º turno                                  | -                                                                         | 84’                                                                       |
| 11-10-2024                                                                | Bratislava                                                                | Slovacchia                                                                | 2 – 2                                                                     | Svezia                                                                    | UEFA Nations League 2024-2025 - 1º turno                                  | -                                                                         | 90’                                                                       |
| 14-10-2024                                                                | Baku                                                                      | Azerbaigian                                                               | 1 – 3                                                                     | Slovacchia                                                                | UEFA Nations League 2024-2025 - 1º turno                                  | -                                                                         | 84’                                                                       |
| 19-11-2024                                                                | Bratislava                                                                | Slovacchia                                                                | 1 – 0                                                                     | Estonia                                                                   | UEFA Nations League 2024-2025 - 1º turno                                  | -                                                                         | 60’                                                                       |
| 23-3-2025                                                                 | Lubiana                                                                   | Slovenia                                                                  | 1 – 0 dts                                                                 | Slovacchia                                                                | UEFA Nations League 2024-2025 - Play-off                                  | -                                                                         | 106’                                                                      |
| 7-6-2025                                                                  | Candia                                                                    | Grecia                                                                    | 4 – 1                                                                     | Slovacchia                                                                | Amichevole                                                                | -                                                                         | 67’                                                                       |
| 10-6-2025                                                                 | Debrecen                                                                  | Israele                                                                   | 1 – 0                                                                     | Slovacchia                                                                | Amichevole                                                                | -                                                                         | 76’                                                                       |
| Totale                                                                    |                                                                           | Presenze                                                                  | 14                                                                        |                                                                           | Reti                                                                      | 0                                                                         |                                                                           |

| Cronologia completa delle presenze e delle reti in nazionale ― Slovacchia under 21 | Cronologia completa delle presenze e delle reti in nazionale ― Slovacchia under 21 | Cronologia completa delle presenze e delle reti in nazionale ― Slovacchia under 21 | Cronologia completa delle presenze e delle reti in nazionale ― Slovacchia under 21 | Cronologia completa delle presenze e delle reti in nazionale ― Slovacchia under 21 | Cronologia completa delle presenze e delle reti in nazionale ― Slovacchia under 21 | Cronologia completa delle presenze e delle reti in nazionale ― Slovacchia under 21 | Cronologia completa delle presenze e delle reti in nazionale ― Slovacchia under 21 |
| Data                                                                               | Città                                                                              | In casa                                                                            | Risultato                                                                          | Ospiti                                                                             | Competizione                                                                       | Reti                                                                               | Note                                                                               |
| ---------------------------------------------------------------------------------- | ---------------------------------------------------------------------------------- | ---------------------------------------------------------------------------------- | ---------------------------------------------------------------------------------- | ---------------------------------------------------------------------------------- | ---------------------------------------------------------------------------------- | ---------------------------------------------------------------------------------- | ---------------------------------------------------------------------------------- |
| 12-10-2018                                                                         | Dunajská Streda                                                                    | Slovacchia under 21                                                                | 2 – 0                                                                              | Estonia under 21                                                                   | Qual. Europeo Under-21 2019                                                        | -                                                                                  | 87’                                                                                |
| 22-3-2019                                                                          | Žilina                                                                             | Slovacchia under 21                                                                | 4 – 3                                                                              | Grecia under 21                                                                    | Amichevole                                                                         | -                                                                                  | 82’                                                                                |
| 26-3-2019                                                                          | Dunajská Streda                                                                    | Slovacchia under 21                                                                | 0 – 2                                                                              | Norvegia under 20                                                                  | Amichevole                                                                         | -                                                                                  | 65’                                                                                |
| 6-6-2019                                                                           | Žiar nad Hronom                                                                    | Slovacchia under 21                                                                | 6 – 0                                                                              | Armenia under 21                                                                   | Amichevole                                                                         | 1                                                                                  | 46’                                                                                |
| 9-6-2019                                                                           | Zell am See                                                                        | Rep. Ceca under 21                                                                 | 2 – 1                                                                              | Slovacchia under 21                                                                | Amichevole                                                                         | -                                                                                  |                                                                                    |
| 6-9-2019                                                                           | Baku                                                                               | Azerbaigian under 21                                                               | 2 – 1                                                                              | Slovacchia under 21                                                                | Qual. Europeo Under-21 2021                                                        | 1                                                                                  |                                                                                    |
| 9-10-2019                                                                          | Eschen                                                                             | Liechtenstein under 21                                                             | 2 – 4                                                                              | Slovacchia under 21                                                                | Qual. Europeo Under-21 2021                                                        | -                                                                                  | 90’                                                                                |
| 15-10-2019                                                                         | Dunajská Lužná                                                                     | Slovacchia under 21                                                                | 3 – 5                                                                              | Francia under 21                                                                   | Qual. Europeo Under-21 2021                                                        | 1                                                                                  | 82’                                                                                |
| 4-9-2020                                                                           | Sciaffusa                                                                          | Svizzera under 21                                                                  | 4 – 1                                                                              | Slovacchia under 21                                                                | Qual. Europeo Under-21 2021                                                        | 1                                                                                  |                                                                                    |
| 8-9-2020                                                                           | Nitra                                                                              | Slovacchia under 21                                                                | 1 – 2                                                                              | Svizzera under 21                                                                  | Qual. Europeo Under-21 2021                                                        | -                                                                                  | 77’                                                                                |
| 8-10-2020                                                                          | Nitra                                                                              | Slovacchia under 21                                                                | 2 – 1                                                                              | Azerbaigian under 21                                                               | Qual. Europeo Under-21 2021                                                        | 1                                                                                  | 76’                                                                                |
| 12-10-2020                                                                         | Strasburgo                                                                         | Francia under 21                                                                   | 1 – 0                                                                              | Slovacchia under 21                                                                | Qual. Europeo Under-21 2021                                                        | -                                                                                  | 72’                                                                                |
| Totale                                                                             |                                                                                    | Presenze                                                                           | 12                                                                                 |                                                                                    | Reti                                                                               | 5                                                                                  |                                                                                    |